# Sebastián Cirac
Sebastián Cirac Estopañán (Caspe, Zaragoza, 17 de septiembre de 1903 - Barcelona, 17 de marzo de 1970) fue un filólogo clásico, helenista y canónigo español.

## Biografía
Estudió en los seminarios de Belchite y Zaragoza y la diócesis le pensionó para ampliar estudios en la pontificia Universidad Gregoriana de Roma, doctorándose allí en Filosofía (1925) y obteniendo además el grado de bachiller en Derecho Canónico (1926). También se doctoró en Teología en 1928, el mismo año en que fue ordenado sacerdote por el cardenal Rafael Merry del Val (17 de marzo de 1928); obtuvo además el premio homónimo.
Fue párroco en algunos pueblos aragoneses, por ejemplo de Val de San Martín (1930); en ese mismo año pasó a ser catedrático de Dogmática y Filosofía en el Seminario de Cuenca; por oposición obtuvo también la canonjía de archivero diocesano de esa misma ciudad; por entonces conoció a Escrivá de Balaguer y fue uno de los primeros sacerdotes en ingresar en el Opus Dei que este había fundado. A raíz de esta estancia en Cuenca, años después escribirá la obra hagiográfica del obispo falangista y antimasón aragonés Cruz Laplana (Vida de Don Cruz Laplana. Obispo de Cuenca, 1943), en la que denuncia la fuerte represión que sufrieron los eclesiásticos de aquella ciudad castellana durante los inicios de la Guerra Civil española por parte de las fuerzas revolucionarias del bando republicano. En 1932 se licenció en Filosofía y Letras por la Universidad de Zaragoza y se doctoró en Madrid con la tesis Los Procesos de Hechicería y Brujería en la Inquisición de Castilla la Nueva, que sería publicada por el Centro Superior de Investigaciones Científicas (CSIC) en 1942. 
Pensionado en Munich por la  Junta para la Ampliación de Estudios para una estancia de seis meses que al cabo se prolongaron a cuatro años en el Instituto de Bizantinística de la Ludwig-Maximilians Universität, obtuvo el título de profesor de Lengua Alemana en 1935 y fue alumno del catedrático titular Franz Dölger, uno de los bizantinistas más prestigiosos de Europa y amigo del helenista Antonio Rubió y Lluch. En 1937 se doctoró en bizantinística con la tesis Spanien und Byzanz. Das Erbe der Basilissa Maria und der despoten Thomas und von Joannina. El cardenal Isidro Gomá le nombró en 1939 profesor de Escritura, Griego y Hebreo en el Seminario de Toledo. 
En 1945 fue pensionado por el CSIC para estudiar el sistema de estudios filológicos de las universidades de Oxford y Cambridge. Poseedor de cinco títulos de doctor, obtuvo plaza en oposiciones convocadas y resueltas en la inmediata posguerra, el 7 de noviembre de 1940, de Filosofía y Bizantinística en la Universidad de Barcelona, desempeñando además el cargo de decano de esa misma universidad; fue además miembro del CSIC, del Comité Internacional de Estudios Bizantinos, presidente de la Sociedad de Estudios Clásicos, etc. Pasó a desempeñar el puesto a académico que hasta 1938 había sido propiedad de Luis Segalá Estalella.
Desde 1942 impulsó la Sección de Humanidades del CSIC en Barcelona, juntamente con el profesor Fernando Valls Taberner. Allí ocupó la dirección de la Sección de Filología Helena y Bizantinista hasta su muerte. Desde esta atalaya del conocimiento, promovió la investigación del periodo bizantino con la publicación de una serie de estudios monográficos bajo el título conjunto Bizancio y España. Murió en 1970 y fue enterrado en su pueblo natal, que le dedicó una calle. Sus libros y archivos fueron donados a la Biblioteca de la Universidad de Barcelona, donde constituyen el "Fondo Cirac".

## Obras

### Apologética franquista
- Hier spricht Spanien. Wahrheit und Klarheit über das heutige Spanien ("Aquí habla España. Verdad y claridad sobre la España de hoy"), Aschaffenburg: Görres Verlag, 1937.
- Abschied von Deutschland ("Adiós a Alemania"), 1938.
- Los héroes y mártires de Caspe. Zaragoza: Imp. y Lit. de Octavio y Felez, 1939.
- Martirologio de Cuenca, 1947.
- Vida de Cruz Laplana: obispo de Cuenca, Barcelona: [Casa Provincial de Caridad de Barcelona Impr. Escuela], 1943.

### Historia
- Los procesos de hechicerías en la Inquisición de Castilla la Nueva (tribunales de Toledo y Cuenca). Aportación a la historia de la inquisición española. Madrid: CSIC (Inst. J. Zurita) /  Diana, 1942.
- Bizancio y España: La Unión, Manuel II Paleólogo y sus recuerdos en España. Barcelona: Universidad de Barcelona, 1952.
- Das Erbe der Basilissa Maria und der Despoten Thomas und Esau von Joannina. Münster (Westfalia), 1940, traducido al español como Bizancio y España I: El legado de la basilissa María y de los déspotas Thomas y Esaú de Joannina. Barcelona: CISC, 1958.
- Bizancio y España. La caída del imperio bizantino y los españoles. Discurso leído el 3 de abril de 1954 en el aula magna de la Universidad, durante la solemne sesión académica celebrada en honor de San Isidoro de Sevilla, patrono del C. S. I. C. Barcelona, Consejo Superior de Investigaciones Científicas, 1954
- La Caída del imperio bizantino y los españoles Barcelona: Consejo Superior de Investigaciones Científicas, 1954.
- Valor dogmático y trascendencia histórica del papado, Barcelona: Imprenta Elzeviriana y Librería Camí, 1943.
- Ramón Llull y la unión con los bizantinos; Bizancio y España. Zaragoza, C.S.I.C., 1954.
- Los sermones de Don Martín García, obispo de Barcelona, sobre los Reyes Católicos. Zaragoza, 1955.
- Los nuevos argumentos sobre la patria de Prudencio Zaragoza : Facultad de Filosofía y Letras, 1951.

### Filología
- Manual de Gramática Histórica Griega Barcelona [etc]: Aldecoa, 1955-1966, 4 vols.
  - V. I: Lecciones de fonética. Barcelona: Ediciones Aldecoa, 1955
  - V. II: Lecciones de sintaxis del verbo y de las oraciones, Barcelona: Ediciones Aldecoa, 1957
  - V. III: Lecciones de sintaxis griega general y de las palabras declinables
  - V. IV: Lecciones de sintaxis del verbo y de las oraciones.
- Logos. Monografías y síntesis bibliográfica de Filología Griega (vol. 1), Universidad de Barcelona, 1960.
- De re disciplinari: De convenientia commendendi studio litterarum graecarum latinarumque et usum linguae latinae disputatio. Bascinone ; Burgos : Aldecoa, 1962.
- Skyllitzes Matritensis, tomo 1: Reproducciones y Miniaturas. Barcelona: Universidad de Barcelona, 1965.

### Otros
- Apelación en defensa del Ebro. Barcelona; Burgos: Aldecoa, 1959.
- Apelación en defensa del Ebro. Colección: Estudios Caspenses, volumen 4, Riegos y Electricidad del Ebro; cuaderno núm. 8.
- Registros de los documentos del Santo Oficio de Cuenca y Sigüenza . T. I, Registro general de los procesos de delitos y de los expedientes de limpieza Editorial Archivo Diocesano de Cuenca, 1965.
- Fayón tenía derecho a existir: para las autoridades y procuradores en Cortes. Colección: Estudios Caspenses; v. 5 Riegos y Electricidad del Ebro, n. 4
- Misión actual del sacerdote en la sociedad Mixoacán: Ediciones Paulinas, [1953]